# Прокофьев, Дмитрий Вадимович
Дми́трий Вади́мович Проко́фьев (род. 17 августа 1986) — российский легкоатлет, специалист по барьерному бегу. Выступал на профессиональном уровне в 2005—2012 годах, дважды бронзовый призёр чемпионатов России, обладатель Кубка России, победитель и призёр ряда крупных всероссийских стартов. Представлял Москву и Вооружённые силы. Мастер спорта России.

## Биография
Дмитрий Прокофьев родился 17 августа 1986 года. Занимался лёгкой атлетикой в Москве, в разное время проходил подготовку под руководством тренеров М. В. Вдовина, Л. П. Щегловой, В. В. Щеглова, А. Е. Полоницкого. Выступал за Вооружённые силы.
Впервые заявил о себе на всероссийском уровне в сезоне 2005 года, когда в беге на 110 метров с барьерами среди прочего выиграл бронзовую медаль на открытом молодёжном первенстве Москвы и серебряную медаль на первенстве России среди юниоров в Туле.
В 2006 году стартовал на зимнем чемпионате России в Москве и на летнем чемпионате России в Туле, финишировал седьмым на Мемориале братьев Знаменских в Жуковском и четвёртым на молодёжном всероссийском первенстве в Казани.
В 2007 году в барьерном беге на 60 метров взял бронзу на Рождественском кубке в Москве, в барьерном беге на 110 метров получил серебро на молодёжном всероссийском первенстве в Туле.
В 2008 году в дисциплине 60 метров с барьерами стал третьим на Рождественском кубке, четвёртым на чемпионате Москвы, шестым на зимнем чемпионате России в Москве. В дисциплине 110 метров с барьерами показал пятый результат на Мемориале Знаменских в Жуковском, второй результат на чемпионате Москвы, четвёртый результат на молодёжном всероссийском первенстве в Чебоксарах.
В 2009 году финишировал третьим на Рождественском кубке, вторым на чемпионате Москвы в помещении, четвёртым на зимнем чемпионате России в Москве, отметился победами на всероссийской студенческой встрече в Москве и на Мемориале Евгения Синяева в Брянске. Летом одержал победу на чемпионате России среди студентов в Брянске, установив при этом свой личный рекорд в беге на 110 метров с барьерами — 13,71. На летнем чемпионате России в Чебоксарах пришёл к финишу пятым. Позднее также победил на Кубке России в Туле и с московской командой выиграл барьерную эстафету 4 × 110 метров на чемпионате России по эстафетному бегу в Сочи.
В 2010 году завоевал серебряную награду на Рождественском кубке, стал четвёртым на зимнем чемпионате России в Москве, где установил личный рекорд в беге на 60 метров с барьерами — 7,83. В беге на 110 метров с барьерами стал бронзовым призёром на всероссийских соревнованиях в Сочи, превзошёл всех соперников на Кубке России в Ерино, финишировал пятым на открытом чемпионате Москвы. На летнем чемпионате России в Саранске изначально занял четвёртое место, однако после допинговой дисквалификации победившего Евгения Борисова поднялся в итоговом протоколе на третью позицию.
В 2011 году был четвёртым на всероссийских соревнованиях в Сочи и вторым на Кубке России в Ерино, выиграл бронзовую медаль на чемпионате России в Чебоксарах.
В 2012 году стал серебряным призёром турнира на призы Юлии Печёнкиной в Ерино, бронзовым призёром на Мемориале Владимира Куца в Москве, занял пятое место на чемпионате России в Чебоксарах. По окончании сезона завершил спортивную карьеру.
Окончил Педагогический институт физической культуры и спорта Московского городского педагогического университета (2008) по специальности «педагог по физической культуре». Впоследствии работал инструктором-тренером в Московской баскетбольной академии СШОР «Глория» имени Ю. И. Бирюкова.